# Ford Escort WRC
Ford Escort WRC – samochód WRC konstrukcji Forda oparty na modelu Escort. Był to pierwszy skonstruowany pojazd klasy WRC, używał go zespół Ford World Rally Team w sezonach 1997-1999 Rajdowych Mistrzostw Świata.
Konstrukcyjnie był tylko niewielką modernizacją A-grupowego modelu Escort RS Cosworth, pierwszymi kierowcami zostali Carlos Sainz i Armin Schwarz. Samochód nie był w stanie efektywnie konkurować z lepiej przygotowaną do startów w rajdach japońską konkurencją. Największym sukcesem było osiągnięcie 1. pozycji w Rajdzie Indonezji 1997 oraz Rajdzie Grecji 1997.

## Zwycięstwa wWRC
| Nr | Sezon | Rajd           | Kierowca     | Pilot     |
| -- | ----- | -------------- | ------------ | --------- |
| 1  | 1997  | Rajd Grecji    | Carlos Sainz | Luis Moya |
| 2  | 1997  | Rajd Indonezji | Carlos Sainz | Luis Moya |

## Dane techniczne
Silnik:
- R4 2,0 l (1998 cm³), 4 zawory na cylinder, DOHC
- Turbodoładowanie Garett
- Układ zasilania: elektroniczny wtrysk paliwa
- Stopień sprężania: 9,6:1
- Średnica cylindra × skok tłoka: 90,80 × 77,0 mm
- Moc maksymalna: 300 KM (221 kW) przy 5500 obr./min
- Maksymalny moment obrotowy: 500 N•m od 4000 obr./min

Przeniesienie napędu:
- Permanentny napęd na cztery koła
- Rozdział mocy (tył/przód): 50/50
- Skrzynia biegów: 5-biegowa manualna sekwencyjna

Pozostałe:
- Hamulce przód: wentylowane hamulce tarczowe, zaciski 6-tłoczkowe, śr. tarcz 378 mm
- Hamulce tył: wentylowane hamulce tarczowe, zaciski 4-tłoczkowe, śr. tarcz 315 mm
- Hamulec pomocniczy: hydrauliczny
- Zawieszenie przód: kolumny MacPhersona